# Junacas Norte
Junacas Norte ist eine Ortschaft im  Departamento Tarija im südamerikanischen Andenstaat Bolivien.

## Lage
Junacas Norte ist eine von sieben Ortschaften des Kanton Junacas im Municipio Tarija in der Provinz Cercado. Junacas Norte liegt auf einer Höhe von 2383 m an einem der Quellflüsse des Río San Agustín, der über den Río Santa Ana in den Río Nuevo Guadalquivir fließt.

## Geographie
Junacas Norte liegt günstig zwischen den verschiedenen Klimazonen des Landes, am Rande der Anden in einer Höhe von rund 2400 m, so dass meist mildes und angenehmes Wetter herrscht (siehe Klimadiagramm Tarija). In der Regenzeit zwischen Dezember und Februar (Sommermonate) kommt es häufig zu wolkenbruchartigen Gewittern. Der Rest des Jahres ist ausgesprochen niederschlagsarm.

## Verkehrsnetz
Junacas Norte liegt in einer Entfernung von 43 Straßenkilometern östlich von Tarija, der Hauptstadt des Departamentos.
Durch Tarija verläuft in Nord-Süd-Richtung die Nationalstraße Ruta 1, die die das bolivianische Hochland von Norden nach Süden durchquert und von Desaguadero an der Grenze zu Peru über die Metropolen El Alto, Oruro und Potosí nach Tarija führt, und von dort weiter nach Bermejo an der Grenze zu Argentinien.
Acht Kilometer südöstlich des Stadtzentrums von Tarija zweigt die Fernstraße Ruta 11 in östlicher Richtung von der Ruta 1 ab und führt über Junacas Sur nach Entre Ríos und weiter über Palos Blancos, Villamontes und Ibibobo nach Cañada Oruro an der Grenze zu Paraguay.
Bei Junacas Sur zweigt eine unbefestigte Landstraße nach Nordosten von der Ruta 11 ab, die nach drei Kilometern Junacas Norte erreicht und weiter nach España Sur führt.

## Bevölkerung
Die Bevölkerungszahl der Ortschaft Junacas Norte ist in dem Jahrzehnt zwischen den beiden letzten Volkszählungen deutlich zurückgegangen:
| Jahr | Einwohner         | Quelle       |
| ---- | ----------------- | ------------ |
| 1992 | keine Detaildaten | Volkszählung |
| 2001 | 108               | Volkszählung |
| 2012 | 66                | Volkszählung |
| 2024 |                   | Volkszählung |